# Dominique Sanda
Dominique Sanda, echte naam Dominique Varaigne, (Parijs, 11 maart 1951) is een Franse actrice. Haar meest bekende films draaide ze op jonge leeftijd in de jaren zeventig.

## Leven en werk

### Afkomst en vliegende start
Dominique Sanda werd in Parijs geboren in een katholiek en burgerlijk milieu. Ze ging algauw van school af en werd reeds op 16-jarige leeftijd mannequin. Robert Bresson merkte haar op op de cover van het tijdschrift Vogue en bood haar haar eerste hoofdrol aan in Une femme douce (1969), een zelfmoorddrama naar de novelle De zachtmoedige van Fjodor Dostojevski. Haar tweede film, Erste Liebe (1970), was eveneens een drama, door Maximilian Schell gedraaid naar de gedeeltelijk autobiografische novelle Eerste liefde van Ivan Toergenjev.

### Naar Italië
Daarop vertrok ze naar Italië waar ze in 1970 meewerkte aan enkele literatuurverfilmingen zoals de drama's Il Conformista (Bernardo Bertolucci, naar Alberto Moravia) en Il giardino dei Finzi-Contini (Vittorio De Sica, naar Giorgio Bassani).

### Amerikaanse films
Deze twee films effenden de weg naar gevestigde Amerikaanse regisseurs zoals John Frankenheimer (het drama Story of a Love Story, 1973) en John Huston (de thriller The Mackintosh Man, naar een scenario van Walter Hill, 1973).

### Terug in Italië
Enige tijd later keerde ze terug naar Italië waar ze gevraagd werd door gevestigde waarden Luchino Visconti en Mauro Bolognini (voor diens L'eredità Ferramonti werd ze uitgeroepen tot beste actrice op het Filmfestival van Cannes). Liliana Cavani zag in haar de perfecte vertolkster van Lou Andreas-Salomé voor Al di là del bene e del male. In dezelfde periode deed Bernardo Bertolucci voor de tweede keer een beroep op haar talent voor zijn dramatisch historisch fresco 1900.

### Frankrijk
Op het einde van de jaren zeventig keerde ze naar Frankrijk terug. Eerst had ze de eer het onderwerp te vormen van een korte documentaire van Nouvelle Vague-cineast Louis Malle. Daarop volgden onder meer de door het gelijknamige chanson de geste geïnspireerde avonturenfilm La chanson de Roland en haar aanwezigheid in Le Navire Night, een van Marguerite Duras' experimentele films uit die jaren.
Sanda opende de jaren tachtig met Le Voyage en douce (1980), een roadmovie 'à la française' waarin twee vriendinnen de vrijheid en elkaar met ingehouden én openbloeiende sensualiteit herontdekten. Daarna werkte ze een eerste keer samen met Benoît Jacquot voor het drama Les Ailes de la colombe (1981), de verfilming van de gelijknamige roman van Henry James. Later volgden nog de drama's Corps et Biens (1986) en Les Mendiants (1987). Ondertussen had ze in 1980 in een regie van Jacques Demy haar televisiedebuut gemaakt in La Naissance du jour, de verfilming van de gelijknamige autobiografische roman van Colette. Daarna trad ze ook op in zijn muzikaal drama Une chambre en ville (1982) en, veel later, in Agnès Varda's documentaire eerbetoon aan haar echtgenoot Demy in L'Univers de Jacques Demy (1995).

### Latere jaren tachtig
Op het einde van de jaren tachtig begon haar Franse filmcarrière te sputteren. Ze keerde een tweede keer terug naar Italië om er nog twee films te draaien met gereputeerde filmregisseurs zoals Lina Wertmüller en Dino Risi.

### Televisie en toneel
Ze hield zich meer en meer bezig met televisiewerk, onder meer met enkele prestigieuze internationale coproducties. Ze ging ook naar Zuid-Amerika waar ze in verscheidene Argentijnse films speelde. Ze werkte er onder leiding van onder meer Maria Luisa Bemberg en Fernando Solanas. Ze vestigde zich daarop in Uruguay met haar man Nicolae Cutzarida, een Roemeens universitair met wie ze in 2000 huwde. In 1993 startte ze een nieuwe carrière op de planken waar ze onder meer Oscar Wilde, Henrik Ibsen en de Argentijn Manuel Puig vertolkte.
Tegenwoordig werkt Dominique Sanda hoofdzakelijk voor buitenlandse televisiezenders.

### Privéleven
Uit haar relatie met acteur en cineast Christian Marquand heeft Sanda een zoon, de acteur Yann Marquand (1972). In 2000 huwde ze met Nicolae Cutzarida, een Roemeens universitair.

## Filmografie

### Lange speelfilms
- 1969 - Une femme douce (Robert Bresson)
- 1970 - Erste Liebe (Maximilian Schell)
- 1970 - Il conformista (Bernardo Bertolucci)
- 1970 - Il giardino dei Finzi-Contini (Vittorio De Sica)
- 1970 - La Notte dei fiori (Gian Vittorio Baldi)
- 1971 - Sans mobile apparent (Philippe Labro)
- 1973 - Story of a Love Story (John Frankenheimer)
- 1973 - The Mackintosh Man (John Huston)
- 1974 - Steppenwolf (Fred Haines)
- 1974 - Conversation Piece (Luchino Visconti)
- 1976 - Le Berceau de cristal (Philippe Garrel)
- 1976 - 1900 (Bernardo Bertolucci)
- 1976 - L'eredità Ferramonti (Mauro Bolognini)
- 1977 - Al di là del bene e del male (Beyond Good and Evil) (Liliana Cavani)
- 1977 - Close up: Dominique Sanda ou le rêve éveillé (Louis Malle)
- 1977 - Damnation Alley (Jack Smight)
- 1978 - Utopia (Iradj Azimi)
- 1978 - La chanson de Roland (Frank Cassenti)
- 1978 - Le Navire Night (Marguerite Duras)
- 1980 - Caboblanco (J. Lee Thompson)
- 1980 - Le Voyage en douce (Michel Deville)
- 1981 - Les Ailes de la colombe (Benoît Jacquot)
- 1982 - Une chambre en ville (Jacques Demy)
- 1982 - L'Indiscrétion (Pierre Lary)
- 1983 - Poussière d'empire (Lam Lé)
- 1984 - Le Matelot 512 (René Allio)
- 1986 - Corps et Biens (Benoît Jacquot)
- 1987 - Les Mendiants (Benoît Jacquot)
- 1989 - In una notte di chiaro di luna (Lina Wertmüller)
- 1990 - Guerriers et Captives (Edgardo Cozarinsky)
- 1990 - Tolgo il disturbo (Dino Risi)
- 1990 - Yo, la peor de todas (Maria Luisa Bemberg)
- 1990 - El viaje (Fernando Solanas)
- 1992 - Rosen von Emil (Radu Gabrea)
- 1993 - Der Grüne Heinrich (Thomas Koerfer)
- 1995 - L'Univers de Jacques Demy (Agnès Varda)
- 1999 - Garage Olimpo (Marco Bechis)
- 2000 - Les Rivières pourpres (Mathieu Kassovitz)
- 2001 - The Island of the mapmaker's wife (Michie Gleason)
- 2007 - Suster N (Viva Westi)
- 2014 - Un beau dimanche (Nicole Garcia)
- 2014 - Saint Laurent (Bertrand Bonello)

### Televisie (selectie)
- 1980 - La Naissance du jour (Jacques Demy)
- 1987 - Il treno di Lenin (Damiano Damiani) (met Ben Kingsley)
- 1988 - Il decimo clandestino (Lina Wertmüller)
- 1989 - Voyage of Terror: The Achille Lauro Affair (Alberto Negrin) (met Burt Lancaster)
- 1990 - Warburg, le banquier des princes (Moshé Mizrahi)
- 1991 - Ils n'avaient pas rendez-vous (Maurice Dugowson)
- 1993 - Albert Savarus (Alexandre Astruc)
- 1993 - Nobody's Children (David Wheatley) (met Ann-Margret)

- Bibsys: 14067766
- Biblioteca Nacional de España: XX972596
- Bibliothèque nationale de France: cb13899371b (data)
- Catàleg d'autoritats de noms i títols de Catalunya: 981058513980406706
- Gemeinsame Normdatei: 143102893
- International Standard Name Identifier: 0000 0001 1476 8377
- Library of Congress Control Number: nr00022188
- MusicBrainz: 51bc7805-85fc-4933-b3df-82c18b7451e9
- Bibliotheek van het Japanse parlement: 00621427
- Nationale Bibliotheek van Tsjechië: xx0095176
- Nationale bibliotheek van Australië: 35265603
- Nationale Bibliotheek van Israël: 987007432798105171
- Nationale Bibliotheek van Polen: a0000001741476
- Nederlandse Thesaurus van Auteursnamen: 410715360
- SNAC: w6wm4r32
- Système universitaire de documentation: 052171175
- Trove: 888954
- Virtual International Authority File: 86425580
- WorldCat: E39PBJpDP7BBXmPjGYxbTDTvHC